# Walet pikowy (powieść)
Walet pikowy – powieść detektywistyczna autorstwa Borisa Akunina. Piąta część serii o Eraście Fandorinie.

## Fabuła
Jest rok 1886. W Moskwie od pewnego czasu grasuje sprytny oszust, Walet Pikowy. Ofiarami jego żartów padają różne osoby, ale dopiero kiedy ośmielił się zadrzeć z generałem-gubernatorem Moskwy, Władimirem Andriejewiczem Dołgorukim, na pomoc wezwany zostaje Erast Pietrowicz (już jako radca dworu - VII stopień w tabeli rang). Jego pomocnikiem zostaje posłaniec Anisij Tulipanow. Razem toczą batalię przeciwko sprytnemu Waletowi.